# Malacopsephenoides japonicus
Malacopsephenoides japonicus is een keversoort uit de familie keikevers (Psephenidae). De wetenschappelijke naam van de soort werd in 1935 gepubliceerd door Masuda.